# Cesare Bisantis
Cesare Bisantis (Padova, 9 settembre 1997) è un regista e sceneggiatore italiano.
Nel 2025 ha scritto e diretto il cortometraggio Ultima spiaggia (2025), presentato in anteprima alla 71ª edizione del Taormina Film Fest.

## Biografia
Ha studiato al liceo classico dell’Istituto Barbarigo di Padova e si è laureato in Lettere moderne a Padova nel 2019. Nel 2020 ha frequentato un corso di sceneggiatura alla New York Film Academy di Los Angeles.
Nel 2017 ha fondato insieme ad altri soci l'associazione Sangre Malo Film a Padova, attiva nella produzione di film e cortometraggi e nell'organizzazione di laboratori di cinema e di eventi culturali.
Nel 2021 ha scritto e diretto un primo cortometraggio di 3 minuti, La barzelletta, prodotto con la Stranding Studios di Padova per una serie di horror pills pensate per YouTube.
Nel 2023 ha scritto e diretto per la Sangre Malo Film il suo primo progetto personale, il cortometraggio L'estate di Guido. Ispirato all'iconografia delle piscine private degli anni '60, da David Hockey ai film Un uomo a nudo (1968) e La piscina (1969), è stato presentato in numerosi festival cinematografici tra i quali Visioni italiane della Cineteca di Bologna. Nel cast Giulio Tropea, Roberta Barbiero e Diego De Francesco.
Nel 2025 ha scritto e diretto Ultima spiaggia, presentato in anteprima alla 71ª edizione del Taormina Film Fest nella sezione dedicata ai cortometraggi. Il film si sofferma su temi come il suicidio, la salute mentale e la genitorialità. Visivamente omaggia i dipinti di Vilhelm Hammershøi e il film Jeanne Dielman, 23, quai du Commerce, 1080 Bruxelles (1975) di Chantal Akerman. Nel cast Chiara Pazzaglia e Giulio Tropea.
Dal 2019 scrive recensioni per il sito di cinema Longtake.

## Filmografia
- La barzelletta - cortometraggio (2021)
- L'estate di Guido - cortometraggio (2023)
- Ultima spiaggia - cortometraggio (2025)